# Kostrzewa blada
Kostrzewa blada (Festuca pallens Host) – gatunek rośliny należący do rodziny wiechlinowatych.

## Rozmieszczenie geograficzne
Występuje w środkowej Europie od Francji na zachodzie po Ukrainę na wschodzie. W Polsce rośnie w pasie wyżyn i w górach.

## Morfologia

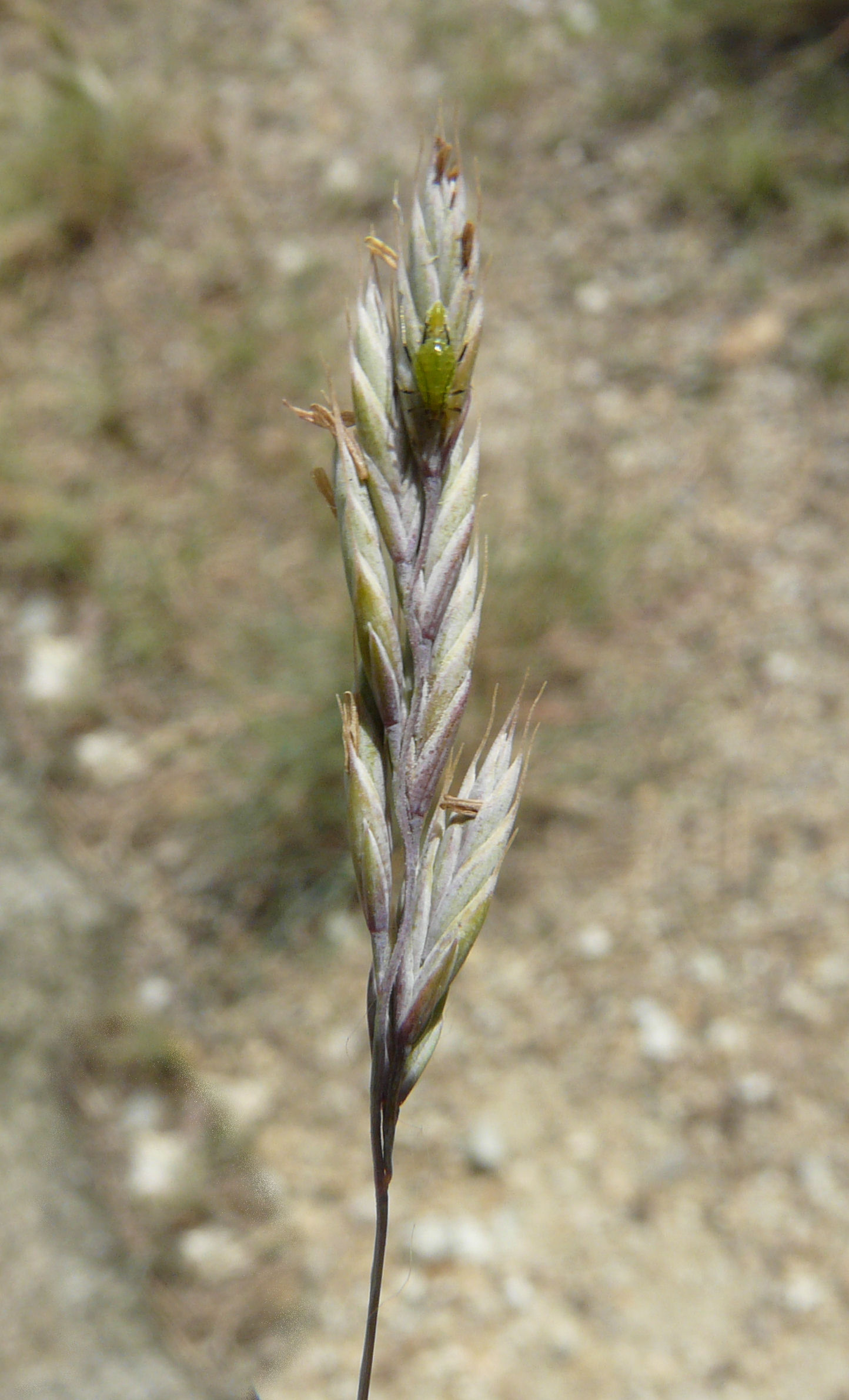
Kwiatostan

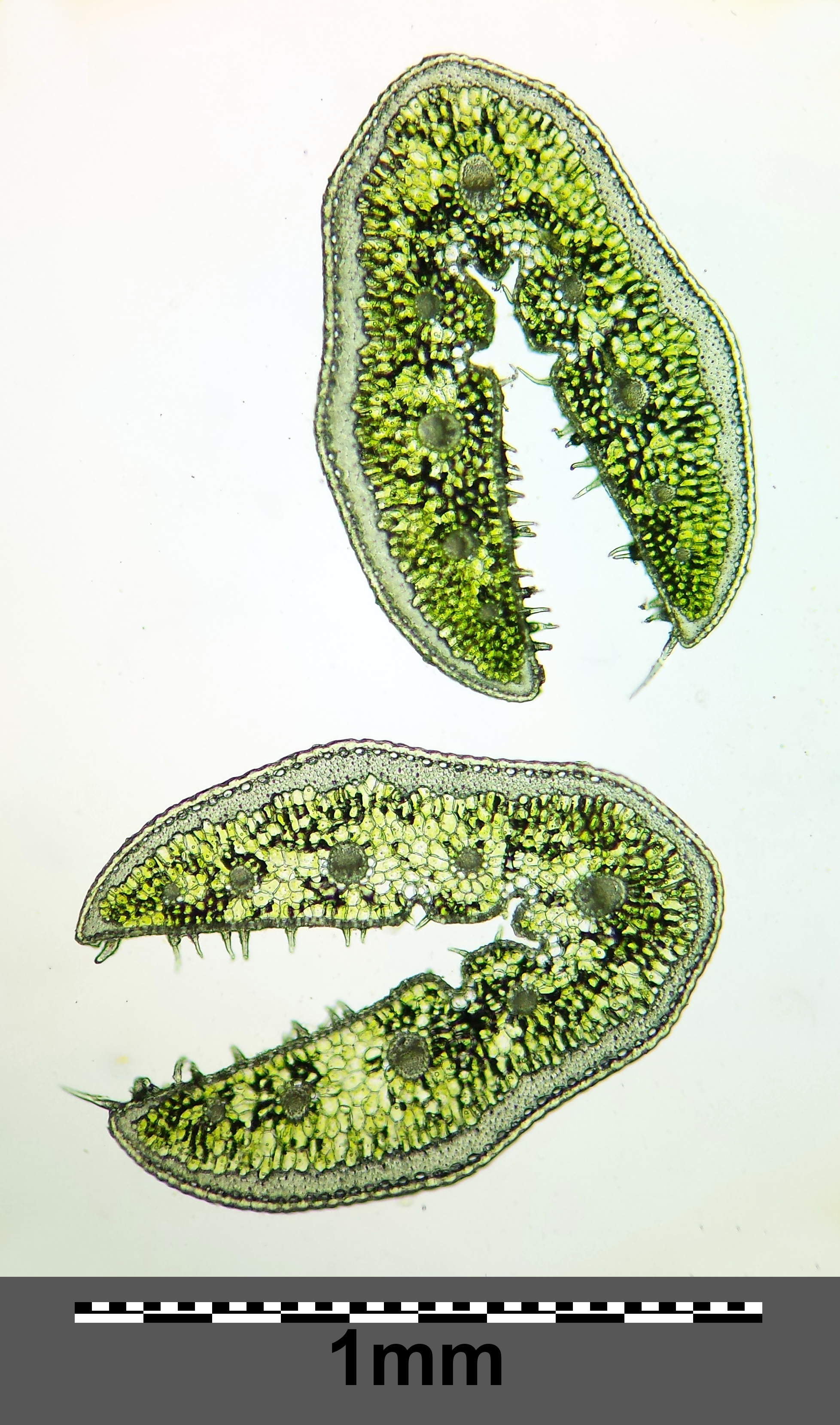
Przekroje liścia

ŁodygaŹdźbło do 40 cm wysokości.
LiścieSitowate, gładkie, szarozielone, pokryte woskiem, grubsze niż 0,7 mm. Języczek liściowy krótki, ucięty, nagi, z uszkami obejmującymi łodygę.
KwiatyZebrane w 4-7-kwiatowe kłoski długości 5-8 mm. Plewka dolna oścista, długości 3,5-5 mm. Plewka górna ostra.

## Biologia i ekologia
Bylina, hemikryptofit. Rośnie głównie na skałach wapiennych. Kwitnie w maju i czerwcu. Gatunek charakterystyczny związku Seslerio-Festucion duriusculae.

## Zagrożenia i ochrona
Roślina umieszczona na Czerwonej liście roślin i grzybów Polski (2006) w grupie gatunków narażonych na wyginięcie na izolowanych stanowiskach, poza głównym obszarem występowania (kategoria zagrożenia [V]). Objęta ścisłą ochroną.